# Trasporti in Valle d'Aosta

Posizione della regione

I trasporti in Valle d'Aosta consistono di un sistema infrastrutturale suddiviso in linee ferroviarie, aeroportuali, autostradali e stradali.

## Sistema ferroviario

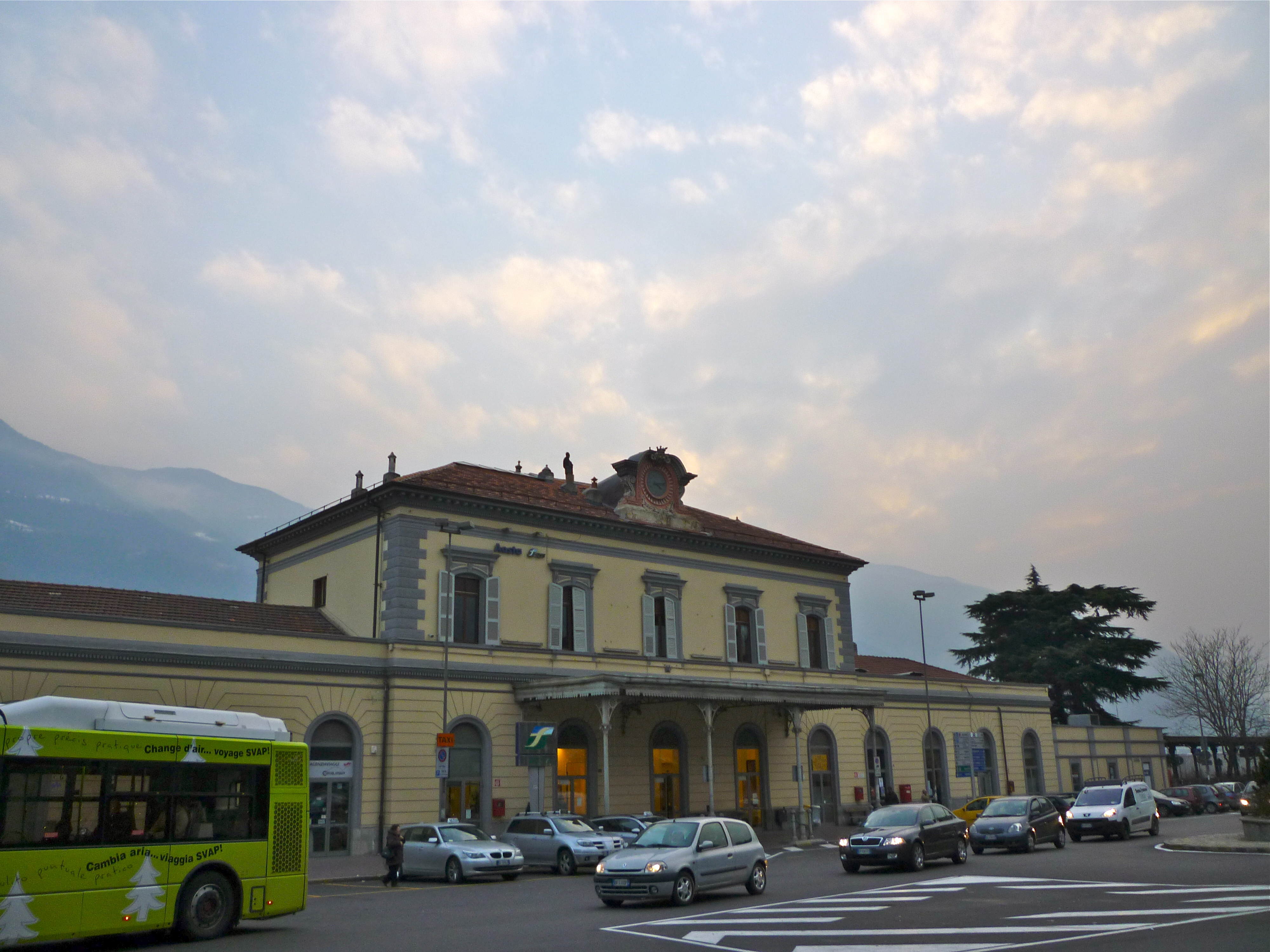
La stazione di Aosta

In Valle d'Aosta sono presenti 84 km di ferrovie; la direttrice ferroviaria principale è la linea Aosta-Ivrea-Chivasso-Torino di 129 km, di cui 52 in Valle d'Aosta con sette stazioni. L'altra linea è la Aosta-Pré-Saint-Didier, 32 km, con undici stazioni. Il servizio ferroviario è  stato sospeso il 24 dicembre 2015. Era gestito da Trenitalia che, con lo scopo di migliorare la qualità del servizio, nel 2009 aveva rinnovato parte del parco di materiale rotabile con l'introduzione in esercizio di sette nuovi Minuetto Diesel.
Alla Direzione Regionale Valle d'Aosta fanno capo le biglietterie di Aosta, Châtillon, Verrès, Pont-Saint-Martin.
La Regione ha avviato l'iter con il quale l'Amministrazione regionale prenderà il posto dello Stato nei rapporti con Trenitalia, attraverso il trasferimento della titolarità del servizio all'Amministrazione stessa, come permesso dall'attuale normativa; alla conclusione di tale iter, il servizio di trasporto ferroviario regionale potrà anche essere oggetto di gara d'appalto, in modo che l'assegnazione sia effettuata in base a parametri stabiliti dalla Regione, come il costo e la qualità del servizio riguardo a puntualità, comfort, affidabilità, e che la Regione possa dotarsi dei giusti strumenti per sanzionare in maniera efficace eventuali ritardi e carenze.
Vi è inoltre una linea ferroviaria dismessa, la ferrovia Cogne-Acque Fredde, in esercizio dal 1921 al 1979.

## Trasporto pubblico

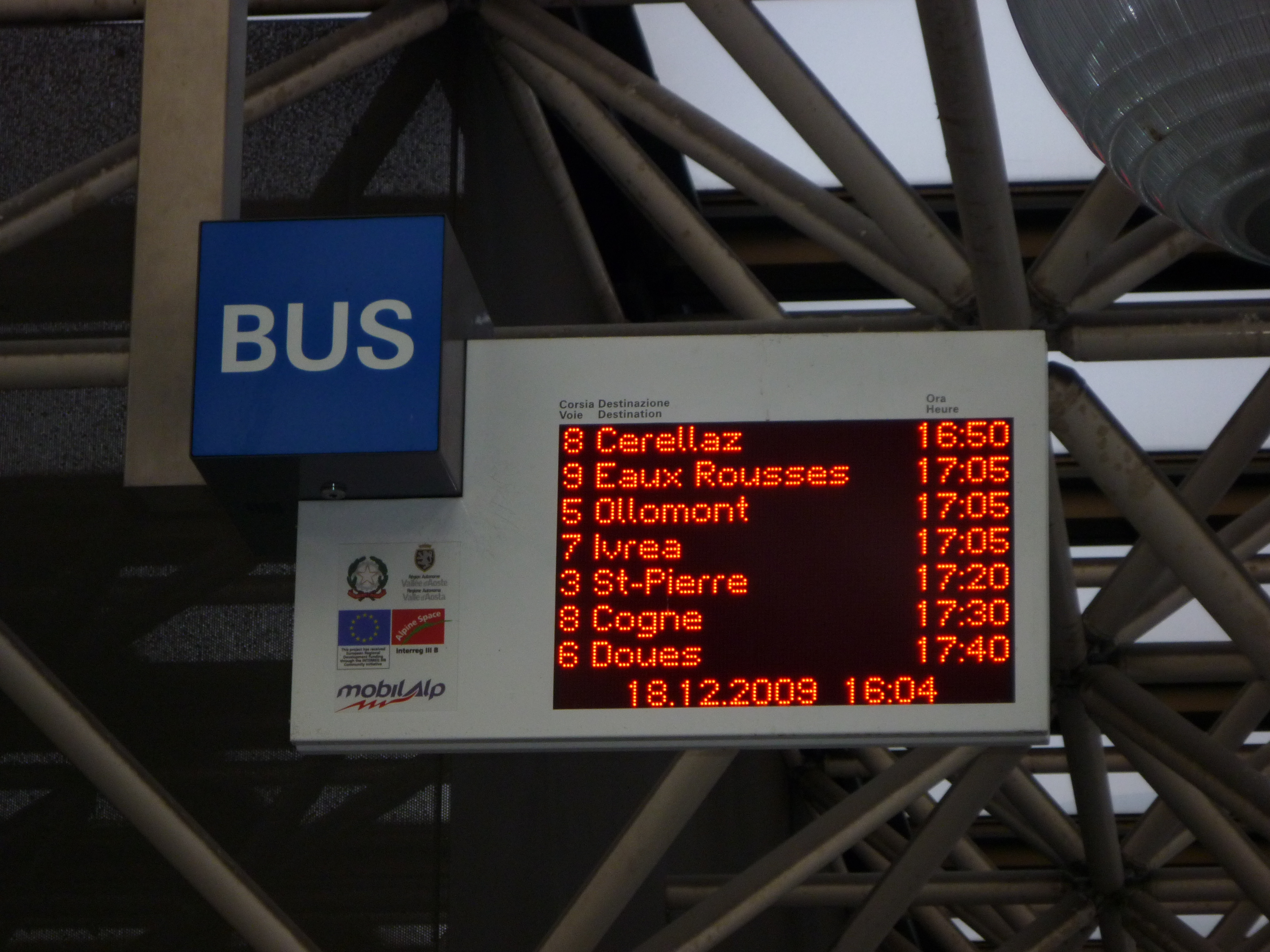
Il pannello con gli orari all'autostazione di via Georges Carrel (Aosta)

Il trasporto pubblico in Valle d'Aosta è gestito dalla società Arriva Italia, titolare di una concessione regionale che le consente di gestire circa il 50% del trasporto pubblico su gomma. Per quanto riguarda invece il servizio urbano di trasporto pubblico della plaine, la concessionaria è la SVAP.
La società operante nel trasporto pubblico della bassa Valle d'Aosta è la VITA.

## Piste ciclabili
Un percorso ciclabile si estende dal centro sportivo di Arensod (Sarre) fino al campo da golf in località Les Îles a Brissogne. Un secondo percorso parte dal cimitero di Fénis e descrive un anello all'interno del territorio comunale vicino alla Dora. È prevista l'unione dei due percorsi, per una pista ciclo-pedonale unica gestita dall'Unité des Communes valdôtaines Mont-Émilius.

## Sistema aeroportuale
L'unico aeroporto della regione è l'aeroporto regionale "Corrado Gex", a Saint-Christophe, a 2 km da Aosta; si tratta di un aeroporto privato aperto al traffico turistico e commerciale. Realizzato negli anni cinquanta, ha acquisito importanza per il volo sportivo, in particolare il volo di montagna, soprattutto attraverso l'impulso dato dall'attività del locale aeroclub. Oggi detiene una certa importanza per il soccorso aereo alpino.

## Sistema stradale

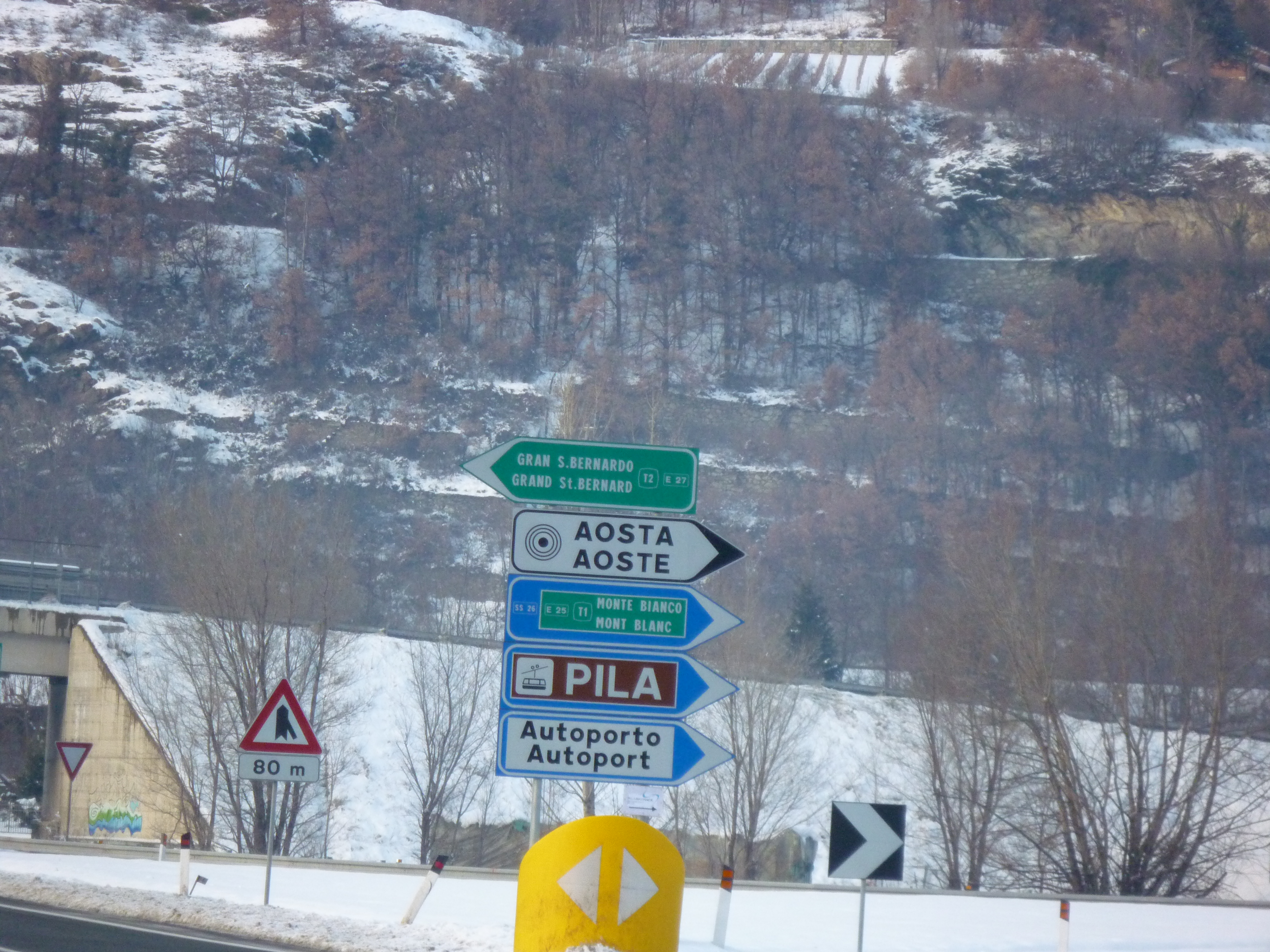
Segnaletica bilingue italo-francese al bivio per il raccordo A5-SS27 al Villair de Quart

Il territorio regionale è interamente montuoso; gli assi stradali principali sorgono ovviamente in valle: sono la Strada statale 26 della Valle d'Aosta e l'autostrada A5 (Torino - Aosta - Traforo del Monte Bianco). Dalla statale si diramano poi tutte le altre strade, che collegano tutti i centri minori e le varie vallate della regione. 
Per quanto riguarda la segnaletica stradale, in tutta la Valle d'Aosta i cartelli sono bilingue italiano - francese; i toponimi dei centri abitati sono scritti sulla segnaletica di localizzazione e destinazione nella sola forma ufficiale francese con l'eccezione per il solo comune di Aosta (in francese Aoste). 

### Rete autostradale
La Valle d'Aosta è attraversata dalla A5; il tratto dal confine col Piemonte ad Aosta, di 59,5 km, è sotto la gestione della SAV S.p.A. con 5 caselli autostradali (Pont-Saint-Martin, Verrès, Châtillon/Saint-Vincent, Nus e Aosta Est). L'ultimo tratto da Aosta Est sino al confine di Stato è di competenza della Raccordo Autostradale Valle d'Aosta, società facente parte del Gruppo Autostrade per l'Italia. 

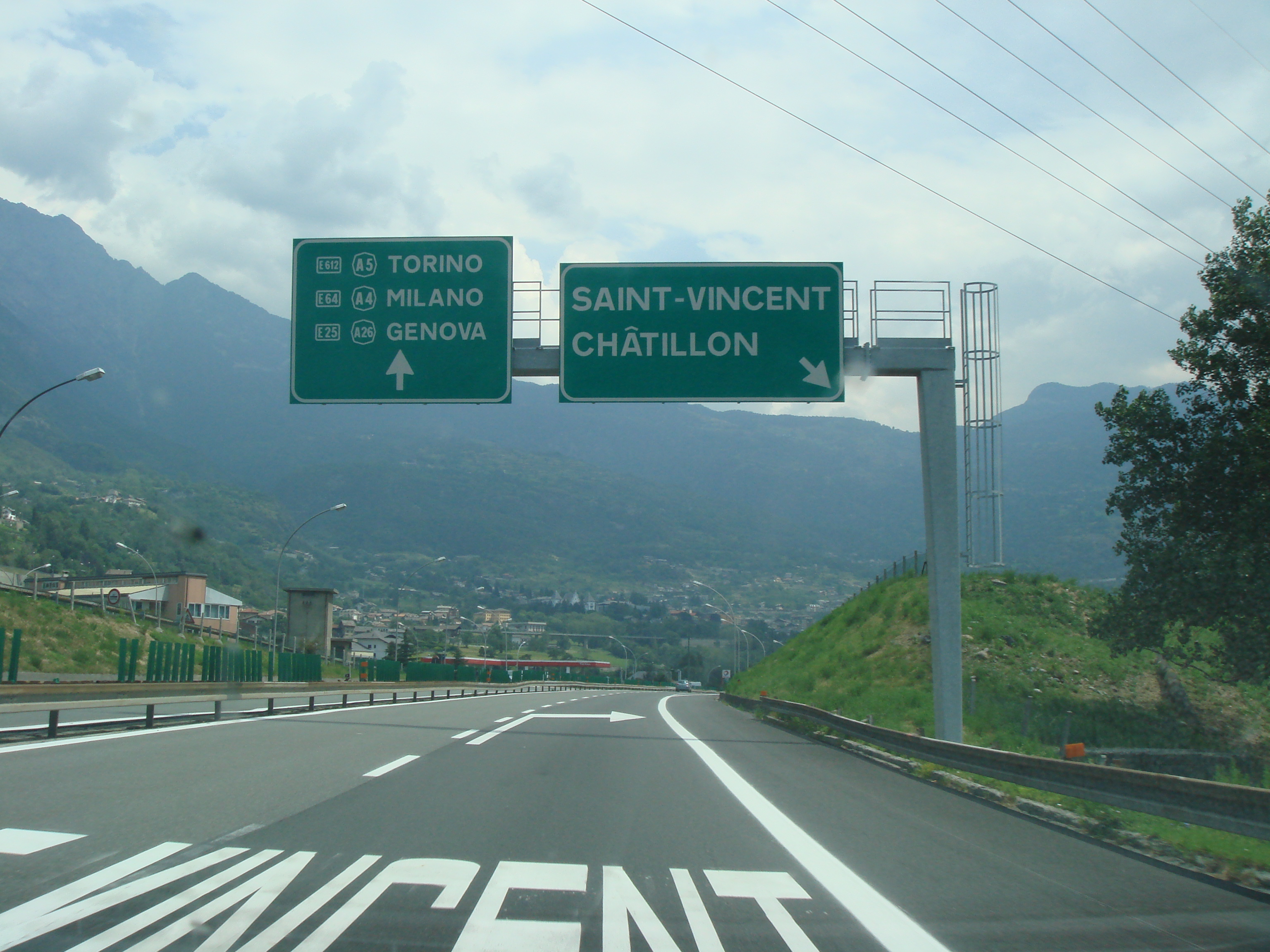
L'uscita Saint-Vincent in direzione di Torino

### Rete stradale
| Strade statali |
| --- |
| - Strada statale 26 della Valle d'Aosta - Strada statale 26 dir della Valle d'Aosta - Strada statale 27 del Gran San Bernardo - Strada statale 406 di Cervinia |

### Valichi e trafori

#### Valichi

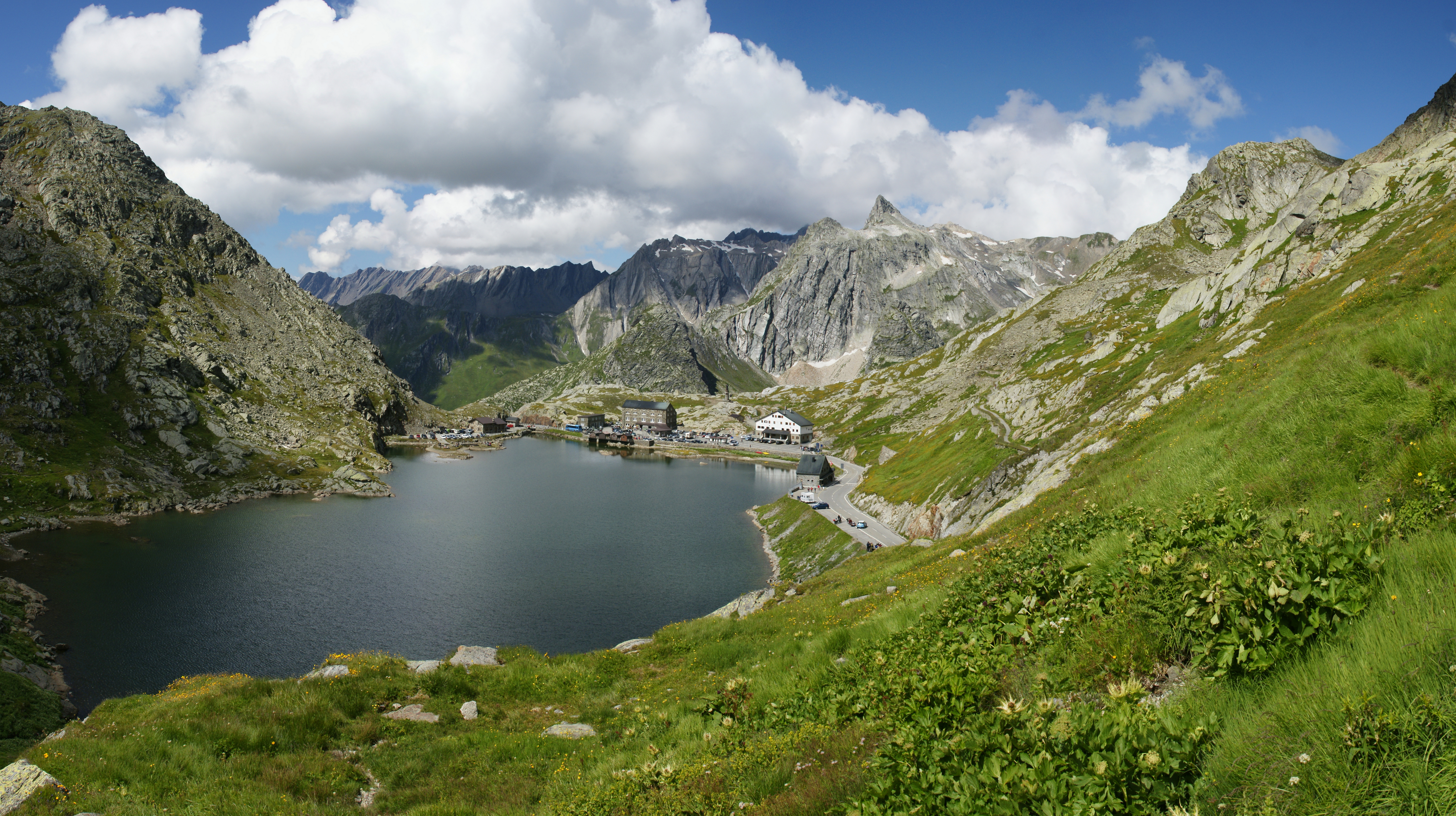
Colle del Gran San Bernardo, vista sul versante italiano

- Colle del Piccolo San Bernardo (2188 m s.l.m.)
- Colle del Gran San Bernardo (2473 m s.l.m.)
- Colle del Nivolet (2604 m s.l.m.)
- Col Ferret (2537 m s.l.m., pedonale)
- Colle della Seigne (2516 m s.l.m., pedonale)
- Col du Menouve (2770 m s.l.m., pedonale)
- Col de By (3224 m s.l.m., pedonale)
- Fenêtre de Durand (2797 m s.l.m., pedonale)
- Col des bouquetins (3357 m s.l.m., pedonale)
- Col di Vaudet (2830 m s.l.m., pedonale)
- Col du Lac noir (2869 m s.l.m. pedonale)
- Colle della Grande Rousse (3500 m s.l.m., pedonale)
- Colle di Bassac (3153 m s.l.m., pedonale)
- Col de Golette (3120 m s.l.m., pedonale)
- Colle di Rhêmes (3101 m s.l.m., pedonale)
- le Rosset (3024 m s.l.m., pedonale)
- Colle di Sort (2967 m s.l.m., pedonale)
- Fenêtre de Champorcher (2847 m s.l.m., pedonale)

#### Trafori
- Traforo del Monte Bianco, collegante la Valle d'Aosta con la regione francese Rodano-Alpi, in particolare le località di Courmayeur (Italia) e Chamonix-Mont-Blanc (Francia); è classificato come T1 ed ha una lunghezza di 11,6 km[6];
- Traforo del Gran San Bernardo, collegante la Valle d'Aosta con il cantone svizzero del Vallese, in particolare le località di Saint-Rhémy-en-Bosses (Italia) e Bourg-Saint-Pierre (Svizzera); è classificato come T2 ed ha una lunghezza di 5,798 km[7]
- Il primo traforo alpino progettato, ma mai terminato, è stato il Traforo italo svizzero del Menouve.

### Distanze chilometriche
| [ 8 ]                         | Aosta | Saint-Vincent | Pont-Saint-Martin | Cogne | Traforo del Monte Bianco | Traforo del Gran San Bernardo |
| ----------------------------- | ----- | ------------- | ----------------- | ----- | ------------------------ | ----------------------------- |
| Aosta                         | —     | 21 km         | 45 km             | 33 km | 43 km                    | 30 km                         |
| Saint-Vincent                 | 21 km | —             | 23 km             | 54 km | 64 km                    | 51 km                         |
| Pont-Saint-Martin             | 45 km | 23 km         | —                 | 78 km | 88 km                    | 75 km                         |
| Cogne                         | 33 km | 54 km         | 78 km             | —     | 76 km                    | 63 km                         |
| Traforo del Monte Bianco      | 43 km | 64 km         | 88 km             | 76 km | —                        | 73 km                         |
| Traforo del Gran San Bernardo | 30 km | 51 km         | 75 km             | 63 km | 73 km                    | —                             |